# ماسايوكي يامادا
ماسايوكي يامادا (باليابانية: 山田 将之) (مواليد 1 أكتوبر 1994)، هو لاعب كرة قدم ياباني سابق كان يلعب كمدافع.jp/SFIX04/?player_id=19440 بيانات اللاعب : ماسايوكي يامادا]</ref>

## وصلات خارجية
- ماسايوكي يامادا على موقع رابطة كرة القدم اليابانية للمحترفين (اليابانية)
- ماسايوكي يامادا على موقع قاعدة بيانات كرة القدم.إي يو (الإنجليزية)
- ماسايوكي يامادا على موقع Soccerway.com (الإنجليزية)
- ماسايوكي يامادا على موقع عالم كرة القدم.نت (الإنجليزية)